# Gmina Bloomfield (hrabstwo Clinton)

Położenie Gminy Bloomfield w hrabstwie Clinton

Gmina Bloomfield (ang. Bloomfield Township) – gmina w USA, w stanie Iowa, w hrabstwie Clinton. Według danych z 2000 roku gmina miała 865 mieszkańców, a jej powierzchnia wynosi 93,81 km².